# متلازمة الإيماء بالرأس

خريطة لمقاطعات جنوب السودان المتضررة من مرض الإيماء. تنتشر هذه المتلازمة في ولاية وسط الاستوائية جنوبي البلاد بالقرب من الحدود مع أوغندا؛ وتعتبر جوبا الواقعة على النيل الأبيض عاصمة البلاد. وتأثر بالفعل حي الحمراء في عام 2001، في مناطق الصفراء وكان هذا المرض منتشر اعتباراً من عام 2011. وفي المناطق الخضراء هناك تقارير متفرقة فقط.

متلازمة الإيماء بالرأس (بالإنكليزية:Nodding disease) مرض غامض ينتشر بين الأطفال في شمال أوغندا وجنوب السودان. يصيب ضحاياه بالذهول بعد اختلاجات ونوبات تشنج حادة كالصرع. جاء الاسم من أحد الأعراض التي تبدأ مع بداية ظهور المرض، حيث يبدأ الأطفال بالاهتزاز تلقائياً قبل نوبات تشنج شبيهة بالصرع تخلف ضحاياها بعد ذلك في حالة ذهول وإرباك لعدة ساعات أو أيام، ويعرف كذلك بـ «مرض زومبي».
ويصيب المرض الأطفال واليافعين دون سواهم بين سن عام واحد إلى 19 عاماً، وفق العاملين في الحقل الطبي.
وذكر الأطباء أن المتلازمة التي تبدو أعراضها كالصرع تقتل الأطفال جسدياً وعقلياً وتؤدي لإصابتهم بحالة من الذهول، ما يجعلهم منغلقين على ذاتهم، أو عدوانيي السلوك.
وفي المقابل، يقول أهالي المرضى إن نوباته تبدأ مع تقديم أطعمة غير مألوفة أو مع تغير الطقس.

## الانتشار والمسببات
سبق وأن اجتاح المرض عدداً من الدول الأفريقية منها ليبيريا، والسودان، وتنزانيا، بالإضافة إلى أوغندا حيث اكتشف للمرة الأولى في 2009.
هذا وتشير منظمة الصحة العالمية إنه لم يتم تحديد عامل خطر حقيقي بعد طرح كافة الفرضيات التي قد تكون مسببة للمرض، وإن الأبحاث لا تزال جارية لتحديد ذلك.
طرح العلماء عدة فرضيات منها أنه قد يعزا إلى دودة طفيلية مسؤولة عن (عمى النهر) حيث لوحظ تفشي المرض في مناطق انتشار تلك الدودة.
وقال د. سكوت دويل، من إدارة الغذاء والدواء الأمريكية: «في بادئ الأمر ربطنا المرض بعدة أسباب محتملة، وما زلنا نضع في الحسبان احتمالات أخرى.»
ورغم عدم تفشي المرض في أوغندا حيث اقتصرت الإصابات به في مناطق الشمال، دعا الخبراء إلى اتخاذ تدابير عاجلة للتصدي له.
ولا توجد إحصائية دقيقة لعدد المصابين بالمرض، الذي يجعل من ضحاياه عاجزين ويعتمدون كلياً على رعاية الأهل.